# 大分県旗
大分県旗（おおいたけんき）は、日本の都道府県の一つ、大分県の旗である。

## 概要

大分県旗（県名入りのデザイン）

大分県徽章

1956年7月24日に制定された。著作権法の規定により、2007年1月1日よりパブリックドメインになっている。
「大分」の「大」を円形に3つ組み合わせたデザインで、3つの「大」はそれぞれ「信義」、「勤労」、「友愛」を象徴している。また、3つが手を繋ぎ円を形作るデザインにより「円満」、「平和」、「協力」を表し、全体としては旭日をかたどって大分県の伸びゆく勢いを表している。さらに、紋章の赤は県民の真心を、地色の白は平和と平等を示す。
「大分県」と県名が記載された旗と未記載の旗の2種類が存在するが、いずれの旗も条例で正式な県旗として規定されている。同様の事例としては長崎県旗がある。
大分県の徽章としては、県旗制定以前の1911年に別デザインの「大分県徽章」が制定されており、大分県は兵庫県、愛媛県、佐賀県、宮崎県と並んで県章と県旗のデザインが異なる県の一つとなっている。